# Bund-Länder-Konferenz
Die Bund-Länder-Konferenz (offiziell: „Konferenz des Bundeskanzlers mit den Regierungschefinnen und Regierungschefs der Länder“) ist ein inoffizielles Gremium der Bundesregierung und der Bundesländer, das am 12. März 2020 erstmals einberufen wurde, um Maßnahmen nach dem Infektionsschutzgesetz (IfSG) zur Bekämpfung der COVID-19-Pandemie in Deutschland bundesweit zu koordinieren.

## Verfassungsrechtliche Grundlage
Die Bund-Länder-Konferenz ist kein Verfassungsorgan, nicht an der Gesetzgebung des Bundes oder der Länder beteiligt und kann auch keine rechtlich bindenden Regelungen erlassen. Für das Gremium gibt es keine gesetzliche Grundlage. Die Existenz der Bund-Länder-Konferenz wird indirekt durch das Grundgesetz ermöglicht. Bund und Länder können sich über Maßnahmen, die in die Zuständigkeit der Länder fallen, abstimmen. Das Grundgesetz schließt das nicht aus. In den Bereich der Landesverwaltung fällt der Vollzug des Infektionsschutzgesetzes (§ 54 IfSG), auf dessen Grundlage viele Maßnahmen gegen die COVID-19-Pandemie erfolgen. Die während der Konferenz gefassten Beschlüsse und Absprachen sind politische Absichtserklärungen ohne Rechtswirkung. Sie müssen durch den Bund oder die Länder in Form von Verordnungen oder Gesetzen umgesetzt werden (§ 32 IfSG, Art. 80 Abs. 4 GG).

## Organisation und Arbeitsweise
Die Bund-Länder-Konferenzen werden durch das Bundeskanzleramt organisiert. Der Teilnehmerkreis wird in Abhängigkeit der Themenschwerpunkte der jeweiligen Sitzungen festgelegt. Zu den regelmäßigen Teilnehmern gehören neben dem Bundeskanzler und den amtierenden Regierungschefs der Länder auch der Chef des Bundeskanzleramtes und die Chefs der Staatskanzleien der Länder. Die fachlich zuständigen und betroffenen Mitglieder der Bundesregierung nehmen anlassbezogen an den Konferenzen teil. Während der Besprechungen können Expertenanhörungen stattfinden, dazu werden fachkundige Wissenschaftler sowie Vertreter des Robert Koch-Instituts und der Charité geladen. Die Beschlussvorlagen werden häufig mit dem Vorsitz- und Co-Vorsitzland der Ministerpräsidentenkonferenz abgestimmt. Die Beschlüsse der Bund-Länder-Konferenzen werden nach dem Konsensprinzip gefasst. Über die Besprechungen werden durch das Bundeskanzleramt Kurzprotokolle angefertigt, die der Vertraulichkeit unterliegen. Die Beschlüsse werden veröffentlicht.

## Konferenzen
Die Bund-Länder-Konferenz trat anlässlich der COVID-19-Pandemie erstmals am 12. März 2020 zusammen.

### Teilnehmer
Folgende Mitglieder der Bundes- und Landesregierungen sowie Vertreter der Ministerien auf Bundes- und Landesebene haben an den Besprechungen teilgenommen. Die fachlich zuständigen Bundesminister wurden bzw. werden im Einzelfall jeweils dazu geladen.
| Teilnehmer (bis Dezember 2021)        | Teilnehmer (seit Dezember 2021) | Funktion                                                                            |
| ------------------------------------- | ------------------------------- | ----------------------------------------------------------------------------------- |
| Angela Merkel                         | Olaf Scholz                     | Bundeskanzler                                                                       |
| Helge Braun                           | Wolfgang Schmidt                | Chef des Bundeskanzleramts                                                          |
| Olaf Scholz                           | Christian Lindner               | Bundesminister der Finanzen                                                         |
| Peter Altmaier                        | Robert Habeck                   | Bundesminister für Wirtschaft und Klimaschutz                                       |
| Jens Spahn                            | Karl Lauterbach                 | Bundesminister für Gesundheit                                                       |
| Andreas Scheuer                       | Volker Wissing                  | Bundesminister für Verkehr und digitale Infrastruktur                               |
| Svenja Schulze                        | Steffi Lemke                    | Bundesministerin für Umwelt, Naturschutz, nukleare Sicherheit und Verbraucherschutz |
| Anja Karliczek                        | Bettina Stark-Watzinger         | Bundesministerin für Bildung und Forschung                                          |
| Hendrik Hoppenstedt                   |                                 | Staatsminister bei der Bundeskanzlerin                                              |
| Niels Annen                           |                                 | Staatsminister beim Bundesminister des Auswärtigen                                  |
| Markus Kerber                         |                                 | Staatssekretär im Bundesministerium des Innern, für Bau und Heimat                  |
| Margaretha Sudhof                     |                                 | Staatssekretärin im Bundesministerium der Justiz                                    |
| Beate Kasch                           |                                 | Staatssekretärin im Bundesministerium für Ernährung und Landwirtschaft              |
| Amtierende Regierungschefs der Länder |                                 |                                                                                     |
| Chefs der Staatskanzleien der Länder  |                                 |                                                                                     |
| Heyo K. Kroemer                       | Heyo K. Kroemer                 | Vorstandsvorsitzender der Charité                                                   |
| Christian Drosten                     | Christian Drosten               | Institutsdirektor für Virologie an der Charité                                      |
| Lothar H. Wieler                      | Lothar H. Wieler                | Präsident des Robert Koch-Instituts                                                 |

### Termine
Bis einschließlich 22. März 2021 fanden folgende Konferenzen statt:
- 12. März 2020[4]
- 16. März 2020[5]
- 22. März 2020[6]
- 1. April 2020[7]
- 15. April 2020[8]
- 30. April 2020[9]
- 6. Mai 2020[10]
- 26. Mai 2020[11]
- 17. Juni 2020[12]
- 16. Juli 2020[13]
- 27. August 2020[14]
- 29. September 2020[15]
- 7. Oktober 2020[16]
- 14. Oktober 2020[17]
- 28. Oktober 2020[18]
- 16. November 2020[19]
- 25. November 2020[20]
- 2. Dezember 2020[21]
- 13. Dezember 2020[22]
- 5. Januar 2021[23]
- 19. Januar 2021[24]
- 1. Februar 2021 (Impfgespräch)[25]
- 10. Februar 2021[26]
- 3. März 2021[27]
- 19. März 2021 (Impfgespräch)[28]
- 22. März 2021[29]

Der für den 12. April 2021 geplante Termin fand nicht statt.
Mit Inkrafttreten des Vierten Gesetz zum Schutz der Bevölkerung bei einer epidemischen Lage von nationaler Tragweite galten vom 23. April bis zum 30. Juni 2021 bundesweit einheitliche Schutzmaßnahmen zur Verhinderung der Verbreitung der Coronavirus-Krankheit-2019 (COVID-19) bei besonderem Infektionsgeschehen (sogenannte Bundesnotbremse). Außerdem wurde die Bundesregierung durch § 28c IfSG ermächtigt, per Rechtsverordnung besondere Regelungen für Geimpfte, Getestete vergleichbare Personen erlassen. Diese Rechtsverordnung bedarf der Zustimmung von Bundestag und Bundesrat. Über den Verordnungsentwurf wurde auf einer Bund-Länder-Konferenz am 26. April 2021 beraten; die Verordnung trat am 9. Mai 2021 in Kraft.
Infolge des Impffortschritts nahm die Frequenz der Bund-Länder-Konferenzen ab. Weitere Termine ab Mai 2021:
- 27. Mai 2021[35]
- 10. August 2021[36]
- (20. bis 22. Oktober 2021, MP-Jahreskonferenz ohne Bundesbeteiligung)[37]
- 18. November 2021[38]
- 2. Dezember 2021[39]
- 9. Dezember 2021[40]

### Protokolle
Mit Urteil vom 30. Juni 2022 verurteilte das Verwaltungsgericht Berlin das Bundeskanzleramt zur Herausgabe von Sitzungsprotokollen aus dem Jahr 2020 an den Berliner Tagesspiegel aufgrund des Informationsfreiheitsgesetzes.